# Голяма награда на Индия
Голямата награда на Индия е кръг от Световния шампионат на ФИА - Формула 1, провеждан от 2011 г. до 2013 г. на пистата Буд Интернешънъл, намираща се на 50 километра от Делхи.

## Победители
| Година | Пилот           | Конструктор  | Писта            | Статистика |
| ------ | --------------- | ------------ | ---------------- | ---------- |
| 2013   | Себастиан Фетел | Ред Бул-Рено | Буд Интернешънъл | Статистика |
| 2012   | Себастиан Фетел | Ред Бул-Рено | Буд Интернешънъл | Статистика |
| 2011   | Себастиан Фетел | Ред Бул-Рено | Буд Интернешънъл | Статистика |

## Статистика победи

### Пилоти
| Победи | Пилот           | Постигнати       |
| ------ | --------------- | ---------------- |
| 3      | Себастиан Фетел | 2011, 2012, 2013 |

### Конструктори
| Победи | Конструктор | Постигнати       |
| ------ | ----------- | ---------------- |
| 3      | Ред Бул     | 2011, 2012, 2013 |

### Двигатели
| Победи | Двигател | Постигнати       |
| ------ | -------- | ---------------- |
| 3      | Рено     | 2011, 2012, 2013 |

### Националност на пилотите
| Победи | Страна   | Постигнати       |
| ------ | -------- | ---------------- |
| 3      | Германия | 2011, 2012, 2013 |

## Спонсори
- Airtel Indian Grand Prix (2011-2013)